# Carl Friedrich Benz
Carl (Karl) Friedrich Benz (født 25. november 1844, død 4. april 1929) var en tysk ingeniør, som i 1885 byggede verdens første i praksis anvendelige personbil, som blev drevet af en 2-takts forbrændingsmotor.
Denne motor drejede for første gang rundt nytårsaften 1879. I 1883 grundlagde han fabrikken Benz & Cie i Mannheim.
Her udtog han et kejserligt patent nr. 37435 på et automobil den 29. januar 1886. Senere samme år kørte han for første gang med sit hesteløse køretøj på fabriksområdet. Den 3. juli samme år introducerede han verdens første bil fremstillet til offentlig salg. I  august 1888 kørte hans ægtefælle Bertha Benz sammen med sine sønner Eugen og Richard i sin "Benz Patent Motorwagen, nummer 3" knap 100 km fra Mannheim til Pforzheim og tilbage, hvorved hun blev Verdens først bilist.
I 1906 grundlagde Benz en ny fabrik i Ladenburg, Fa. C. Benz Söhne. Her boede Carl Benz til sin død i 1929, og i dag findes her et museum til hans minde.
Navnet Benz blev senere til den del af det berømte bilmærke Mercedes-Benz, idet hans egen bilfabrik smeltede sammen med Gottlieb Daimlers til Daimler-Benz AG i 1926.

## Galleri
- Carl Benz‘ værksted i Mannheim/Tyskland
- Replica af Benz Patent Motorwagen bygget i 1885
- Motor i Benz Patent Motorwagen
- Verdens første "kørekort" udstedt til Carl Benz den 1. august 1888
- Automuseum Dr. Carl Benz i Ladenburg/Tyskland
- Carl og Bertha Benz
- Officielt skilt på Bertha Benz Memorial Route, til minde om verdens første langdistancerejse med en Benz Patent Motorwagen i 1888.
- Byapoteket i Wiesloch, Tyskland, der fungerede som verdens første tankstation.

## Ekstern kilde/henvisning
- Wikimedia Commons har flere filer relateret til Carl Friedrich Benz
- Automuseum Dr. Carl Benz, Ladenburg/Germany
- Bertha Benz Memorial Route